# Claes Tott

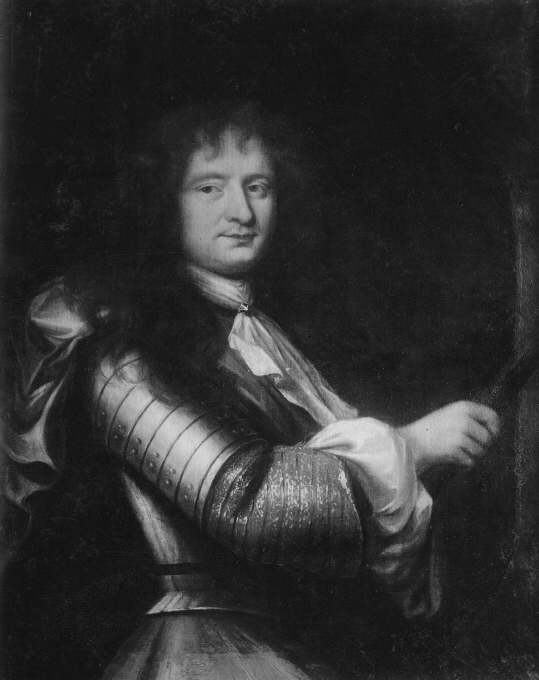
Clas Åkesson Tott

Graf Claes Åkesson Tott, auch Clas, Klaus oder Claudius (* 14. August 1630 in Ekolsund; † 12. Juli 1674 in Paris) war ein schwedischer Feldmarschall und Staatsmann.

## Leben

### Herkunft und Familie
Claes war ein Sohn des schwedischen Generals und Politikers Åke Tott (1598–1640) und der Sigrid Bielke (1607–1634). Er vermählte sich 1665 Anna Margareta Oxenstierna (1650–1672), Tochter des schwedischen Reichskanzlers Graf Erik Oxenstierna (1624–1656) und der Elisabeth Brahe (1632–1689). Seine Ehe blieb kinderlos.

### Werdegang
Tott, bis dahin Freiherr zu Siundby, Herr auf Eckholmsund, Liurala, Lehals-Lehn und Gerkenås, erfuhr 1652 als Graf auf Carlsborg die Erhebung in den Grafenstand. Im Jahr 1653 wurde er zum Oberkammerherr ernannt, avancierte zum Jahres-Reichsrat und wurde Kapitän-Major der Leibgarde. Von Königin Christina erwarb er 1654 Schloss und Amt Wollin und verpfändete es 1655 an Graf Christoph Schlippenbach (1624–1660). Ebenfalls im Jahr 1654 wurde er Kanzleirat und Reichsstallmeister. Er stieg 1656 zum Generalleutnant auf, wurde 1657 zum zweiten Mal zum Reichsstallmeister ernannt und avancierte schließlich 1664 zum Oberstatthalter von Stockholm. Nach seiner Beförderung zum Feldmarschall 1665 wurde er Generalgouverneur von Schwedisch-Livland, wo er 1666 den Oberbefehl über die schwedischen Armeen in Livland, Schwedisch-Estland und Schwedisch-Ingermanland erhielt. Urban Hjärne (1641–1724) wurde sein Leibarzt in Riga. Nachdem er bereits von 1661 bis 1662 als Botschafter nach Frankreich entsandt war, schickte ihn Karl XI. 1672 erneut in dieser Funktion nach Paris.
Der Tottesund in Österbotten, wo Tott 1660 ein Herrenhaus errichten ließ, ist nach ihm benannt. In Estland hat er zudem die Güter Matzal und Leal besessen.